# Fabbro

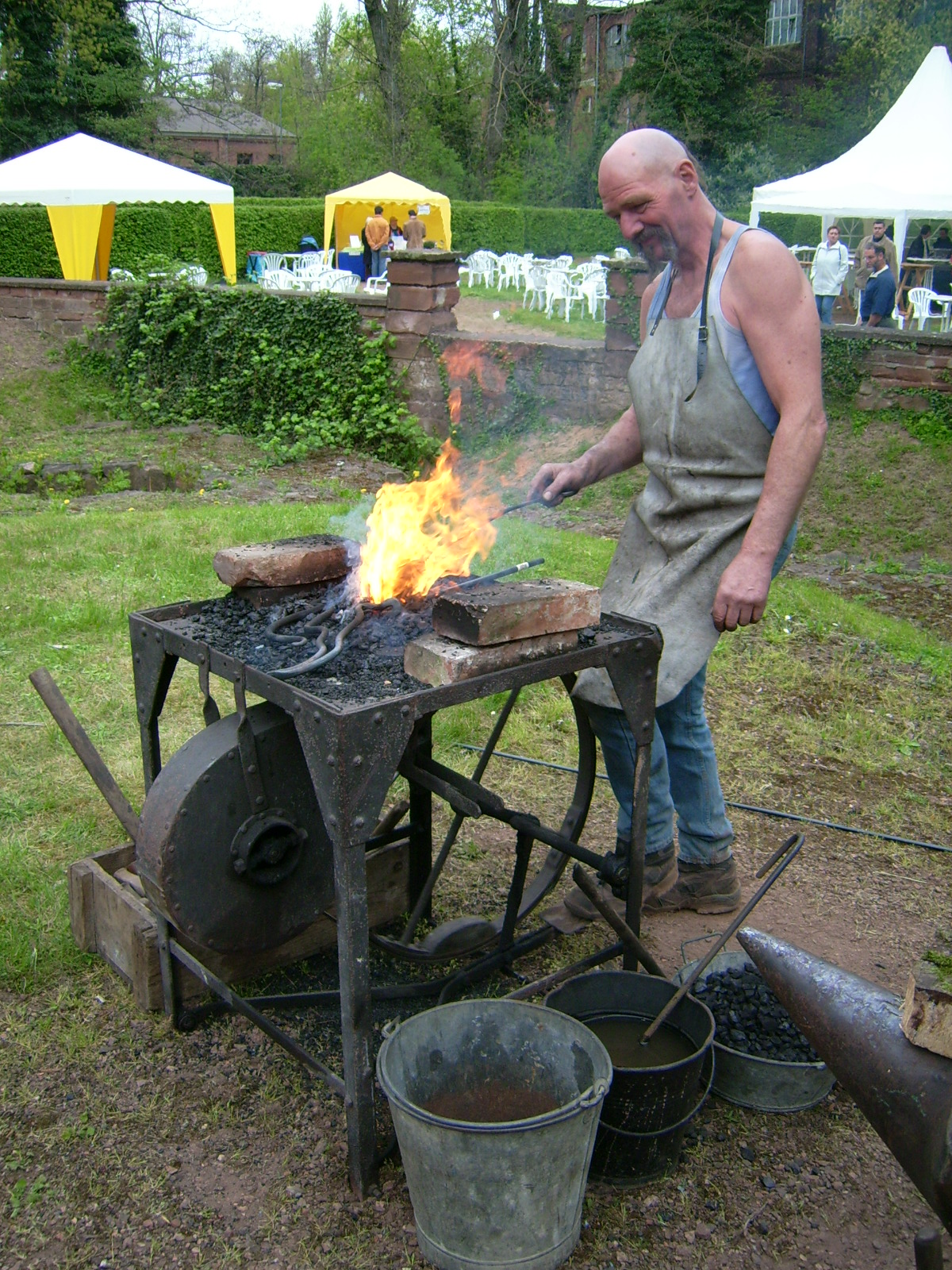
Un fabbro al lavoro

Un fabbro è un artigiano  che crea oggetti di ferro o d'acciaio, utilizzando a questo scopo attrezzi a mano per martellare, curvare, tagliare o comunque dare forma al metallo quando questo si trova in uno stato malleabile.

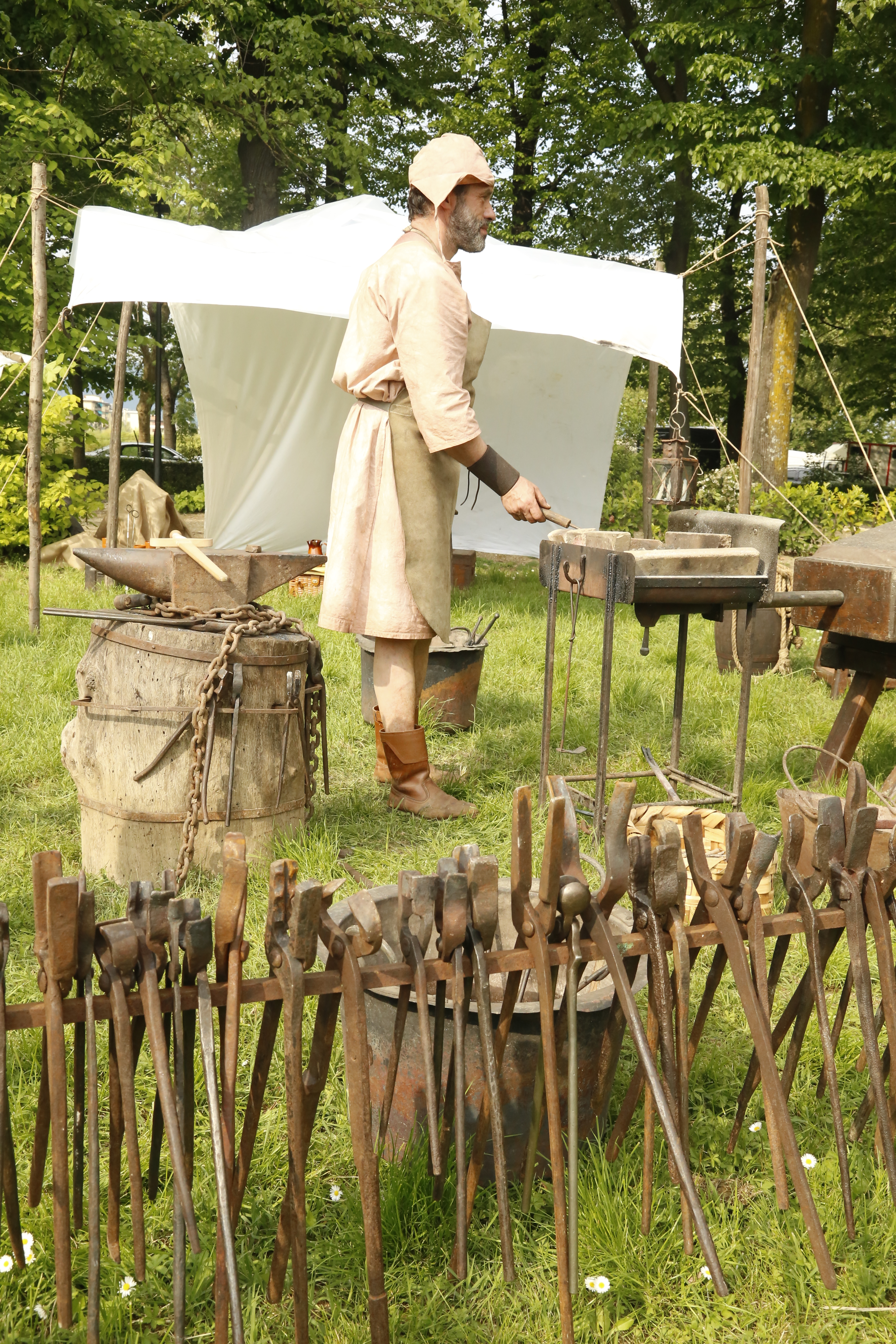
Rievocazione fabbro medievale

Un fabbro che lavora principalmente sugli attrezzi per i cavalli è chiamato maniscalco. Il maniscalco lavora con il metallo nero, specialmente ferro. Il colore nero proviene da uno strato di ossido che si deposita sulla superficie del metallo durante il riscaldamento.

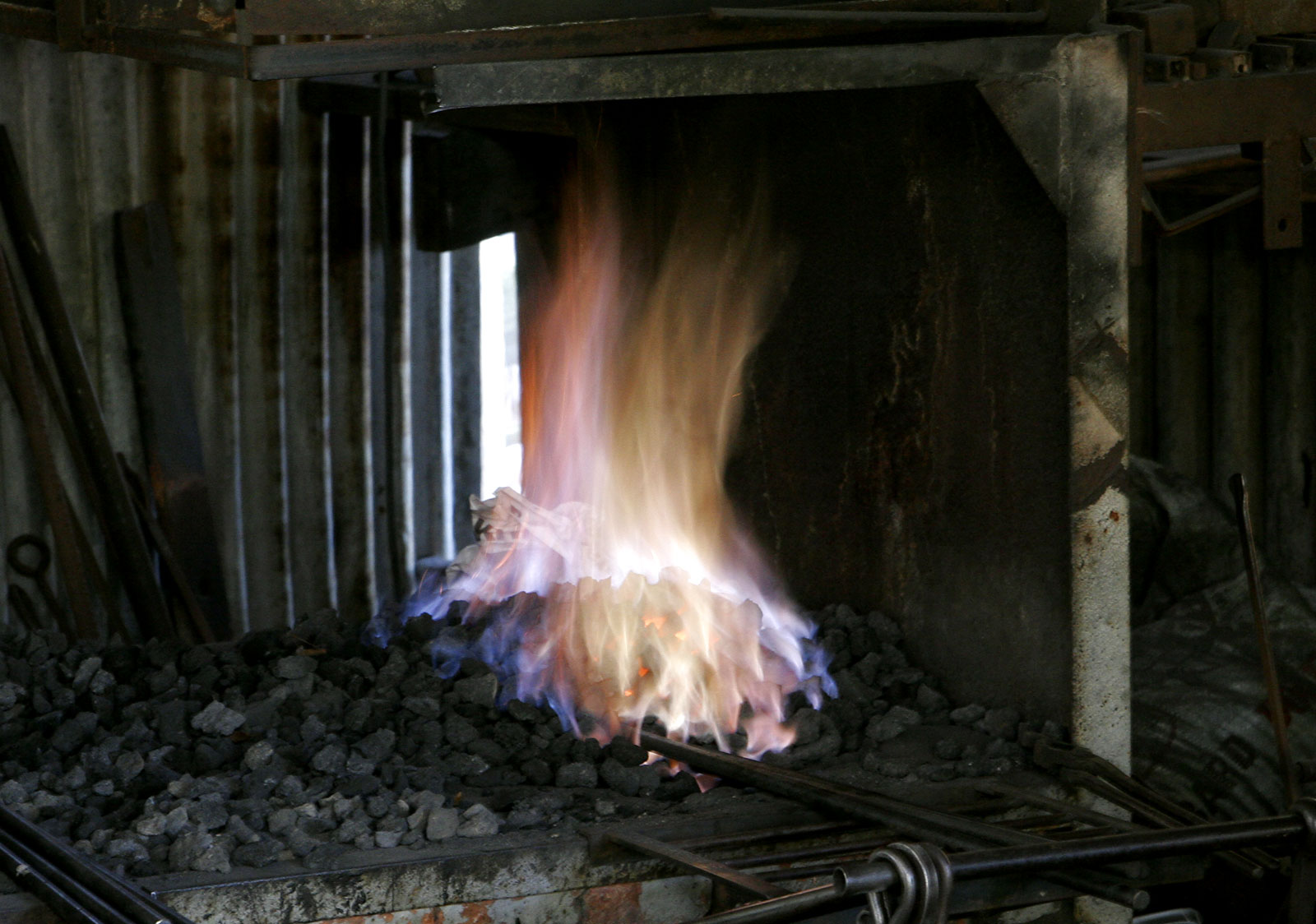
Una forgia a carbone

## Storia
Prima della rivoluzione industriale, la fucina era alla base di ogni città. Le tecniche di produzione di massa hanno ridotto la presenza dei fabbri, e il loro lavoro resiste dove il lavoro di artigianato tradizionale è ancora richiesto, soprattutto in Africa, India, zone del sudest asiatico. Negli anni recenti la forgiatura dell'acciaio inossidabile ha ridato vita al lavoro del fabbro.
Uno dei fabbri più famosi era Efesto (o Vulcano per i Romani), dio del fuoco nella religione romana ed in quella greca: secondo la mitologia la sua fucina si trova nelle viscere dell'Etna. La figura del fabbro ha ispirato Andrea Pisano nella formella del Campanile di Giotto e, nel Novecento, una delle facce delle vecchie monete da 50 lire rappresenta questo antico mestiere.

## L'attività
Solitamente il metallo viene riscaldato fino a farlo diventare incandescente, e successivamente sottoposto alla lavorazione di forgiatura. Questo tipo di lavorazione è stata una delle prime tecniche utilizzate per la lavorazione dei metalli.
Il termine "fabbro" proviene dalla parola latina faber.
I fabbri lavorano riscaldando le parti di ferro modellato o di acciaio in usere modellato con gli attrezzi, come, ad esempio, un martello. Il riscaldamento è compiuto tramite l'uso di una forgia rifornita da propano, gas naturale, carbone, carbone di legna, o coke. I fabbri possono usare la fiamma ossidrica o la fiamma ossi-acetilenica, per riscaldare il metallo in punti più circoscritti.
Il colore è un indicatore molto utile della temperatura e lavorabilità del metallo: man mano che si riscalda il ferro prima diventa rosso, poi arancione, giallo, e infine bianco. La temperatura ideale per la maggior parte delle operazioni di forgiatura è quella corrispondente al colore giallo-arancio, più o meno nota come calore di forgiatura. Per evitare che la luce ambiente impedisca loro di valutare con precisione il colore del metallo, molti fabbri lavorano al buio, o in ambienti poco illuminati.

## Le tecniche di lavorazione

### Forgiatura
Detta anche fucinatura. Mediante forgiatura il metallo viene deformato e plasmato in modo da fargli assumere la forma e le funzionalità desiderate. A differenza della maggior parte delle lavorazioni meccaniche (con le eccezioni della punzonatura e del taglio) nella forgiatura non si ha asportazione di metallo, bensì deformazione mediante martellatura. Si annoverano quattro operazioni o tecniche basilari di forgiatura: trazione, piegatura, compressione, punzonatura. Queste tecniche di solito si mettono in pratica mediante utilizzo del martello e dell'incudine, ma i fabbri utilizzano spesso anche altre tipologie di attrezzi, soprattutto per eseguire rapidamente e col minimo sforzo i lavori più semplici e ripetitivi.

### Trazione

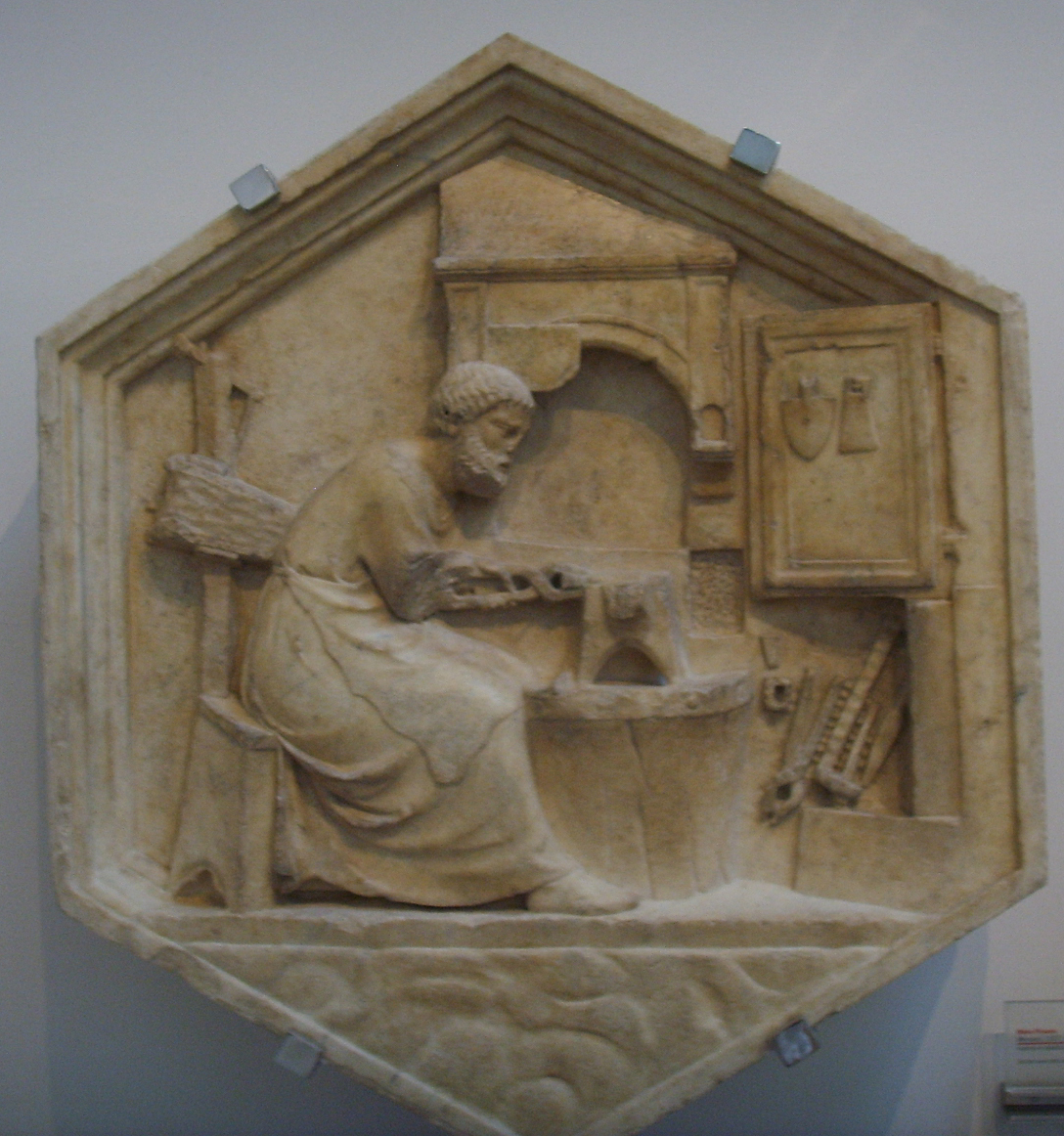
Tubalcain, formella del Campanile di Giotto, Andrea Pisano, 1334-1336, Firenze

Il metallo viene stirato secondo uno dei tre assi in modo da ridurre una o entrambe le dimensioni degli assi ortogonali a quello di trazione. Nel caso di una barra, riducendo lo spessore si aumenta la larghezza, oppure si restringono entrambe se si aumenta la lunghezza.

Ad esempio, per realizzare un bulino per legno il fabbro può appiattire una barra d'acciaio a sezione quadrata, allungarla, riducendo così lo spessore ma mantenendo la larghezza alla dimensione necessaria. La lavorazione di trazione non deve necessariamente essere eseguita in modo uniforme. Ad esempio, quando si crea un cuneo o uno scalpello per falegnameria è necessario stirare il metallo fino ad appiattirlo all'estremità. Se l'appiattimento è eseguito contemporaneamente secondo due direzioni, si ottiene un oggetto che termina con una punta.
Per questo tipo di lavorazione si possono usare molti diversi attrezzi. Gli attrezzi più comunemente usati sono il martello e l'incudine. Con il martello si può per battere il ferro contro i due corni dell'incudine, oppure contro la faccia piana della stessa incudine usandone il lato appuntito e conformato a croce.

### Piegatura
La lavorazione di piegatura è una delle più semplici: il metallo viene curvato per fargli assumere la forma desiderata. Da una barra si possono realizzare ganci, anelli e catene. Per piegare il ferro sono sufficienti martello e incudine, ma i fabbri spesso si avvalgono di copie e altri attrezzi progettati allo scopo di rendere il processo più semplice e standardizzato. Il modo classico di piegare il metallo è appoggiare sull'incudine il pezzo di metallo portato all'incandescenza, facendolo sporgere da una parte e colpendolo con colpi di martello in modo da curvarlo verso il basso, continuando poi l'operazione dopo aver capovolto il pezzo orientando verso l'alto la parte precedentemente curvata. Possono poi essere eseguite ulteriori rifiniture usando come appoggi i corni dell'incudine.

### Compressione
La compressione (o ricalcatura o rifollatura) è il processo che consiste nell'addensare il metallo riducendo la dimensione longitudinale e aumentando le altre due. In un certo senso, è come premere il metallo indietro contro se stesso per concentrarlo. Ad esempio, per creare delle punte di freccia, un fabbro martellerà l'estremità di una spranga, addensandola e riducendo la lunghezza totale.

### Punzonatura
La punzonatura crea una depressione o un foro nel metallo per mezzo di un punzone. Questa tecnica può essere usata a scopo decorativo, o, più semplicemente, per praticare un foro. Per esempio, per fare la testa di un martello il fabbro prenderà una barra di adeguata robustezza e spessore e vi praticherà il foro in cui inserire il manico. La punzonatura non si limita all'esecuzione di rilievi e fori, ma include anche il taglio, l'incisione e lo stiramento.

### Saldatura
La saldatura è l'unione di metalli simili o dello stesso tipo in maniera tale che non vi sia alcuna giunzione o venatura: le parti da saldare diventano un unico pezzo.
Per eseguire la saldatura a fuoco, si applica per prima cosa sulle parti da unire un disossidante, quale il borace o la sabbia silicea; si riscaldano quindi i pezzi nella fucina sino allo stato plastico, si sovrappongono e si congiungono tramite percussione col martello o col maglio. I bordi da unire vanno preparati in modo che la linea di giunzione sia più lunga possibile.

## Lavorazioni combinate
I quattro tipi di lavorazione sopra descritti sono spesso eseguiti in combinazione per ottenere e perfezionare l'aspetto e le funzionalità che si vogliono dare al prodotto finito.
Ad esempio, per formare una testa di martello a forma di penna il fabbro partirà da una barra di diametro approssimativamente uguale a quello della testa del martello, eseguirà il foro per inserire il manico mediante un punzone e successivo stiramento, taglierà la testa (utilizzando una zeppa), e la parte a forma di penna sarà stirata fino a farle assumere la forma desiderata.
Ad esempio, per creare uno scalpello, poiché quando lo si sottopone a trazione si allunga e tende ad aumentare in larghezza, il fabbro lo girerà spesso su un lato, martellandolo dall'alto verso il basso allo scopo di fargli mantenere la larghezza prevista dal progetto. Un altro esempio: quando deve curvare ad angolo retto una barra e vuole che la curvatura sia fatta a spigolo vivo, il fabbro comincia a martellare un'estremità della barra per abbozzare la curva, e poi, per rifinire il lavoro, spinge indietro e martella una o entrambe le estremità, ripetendo l'operazione finché la curvatura ha assunto la forma e il raggio desiderati.